# Ciumeghiu, Bihor
Ciumeghiu este satul de reședință al comunei cu același nume din județul Bihor, Crișana, România.

## Magazia de cereale
- Conacul Miskolczy

## Personalități
- Florian Roxin (1874 - 1929), deputat în Marea Adunare Națională de la Alba Iulia 1918